# 장량중앙로
장량중앙로(Jangryangjungang-ro)는 대한민국 경상북도 포항시 북구 양덕동 일부, 연결하는 도로이다.
2011년 6월 30일 도로명 주소 사업에 인해 장량중앙로로 지정되었다.

## 노선 구간
- 사거리 명칭 미상
  - 삼흥로, 신덕로
    - 포항장량휴먼시아1단지
    - 포항송곡초등학교
- 사거리 명칭 미상
  - 법원로
- 사거리 명칭 미상
  - 천마로

## 차로수
- 왕복 6차로